# Китайская ассоциация Малайзии
Китайская ассоциация Малайзии (КАМ) (кит. трад. 马来西亚华人公会, англ.  Malaysian Chinese Association - MCA ) — одна из политических партий Малайзии.
Основана в 1949 году Тан Ченг Локом для выражения интересов китайской общины страны. В 1952 году для участия в выборах в муниципальный совет Куала-Лумпура был установлен альянс ОМНО-КАМ, накануне выборов 1955 года к этому альянсу присоединился Индийский конгресс Малайзии, образовав просуществовавшую до 1974 года т. н. Союзную партию.
До 2018 года входила в Национальный фронт. С 2018 по 2020 находилась в оппозиции. В 2020 вошла в состав Национального Альянса.